# Buck O’Neil
John Jordan O'Neil (ur. 13 listopada 1911 w Carrabelle, Floryda, zm. 6 października 2006 w Kansas City)–baseballista amerykański, trener, agent i działacz sportowy.
Afroamerykanin, z powodu ograniczeń rasowych miał kłopoty z kontynuowaniem nauki w rodzinnej Florydzie. Pracował m.in. na polu selerów u boku ojca, następnie wyjechał do krewnych i uczył się w murzyńskiej szkole średniej. W 1934 opuścił Florydę i występował w półprofesjonalnych meczach baseballu, m.in. u boku Satchela Paige, później pierwszego zawodnika lig murzyńskich uhonorowanego miejscem w Hall of Fame Baseballu. W 1937 podpisał kontrakt z drużyną Memphis Red Sox w ramach Negro American League, rok później przeniósł się do Kansas City Monarchs. Z tym ostatnim zespołem występował dwukrotnie w Negro League World Series. W latach 1943–1945 służył w wojsku.
Od 1948 był grającym trenerem Kansas City Monarchs, doprowadzając młodszych kolegów do tytułów mistrzowskich w 1953 i 1955. Po sezonie 1955 przeniósł się do Chicago Cubs, gdzie początkowo był agentem wyszukującym młode talenty, a od 1962 pierwszym czarnoskórym trenerem. Doprowadził do podpisania pierwszego zawodowego kontraktu przez Lou Brocka, natomiast niesłusznie przypisuje mu się niekiedy pierwszy kontrakt Ernie Banksa. O'Neil pozostał związany z klubem z Chicago przez kilkadziesiąt lat, by w 1988 przejść do Kansas City Royals, gdzie ponownie pełnił funkcję agenta.
W latach 1981–2000 wchodził w skład Komitetu Weteranów Hall of Fame Baseballu. Przyczynił się w tym czasie do uhonorowania członkostwem w Hall of Fame ośmiu dawnych zawodników lig murzyńskich. W 1990 doprowadził do utworzenia w Kansas City Negro League Baseball Museum i został honorowym przewodniczącym tej instytucji. Duża popularność przyniosła mu rola narratora w filmie dokumentalnym Kena Burnsa Baseball (1994), prezentowanym w Public Broadcasting Service (PBS). Był wówczas m.in. gościem popularnych programów telewizyjnych Late Night Davida Lettermana i Late Show Toma Snydera.
W maju 2006 odebrał doktorat honoris causa Missouri Western State University. W tym samym roku jego kandydatura do Galerii Sław Baseballu została odrzucona, chociaż przyjęto jednocześnie kilkunastu innych dawnych baseballistów afroamerykańskich.
W lipcu 2006 podpisał specjalny kontrakt z zespołem Kansas City T-Bones, by symbolicznie wziąć udział w meczu Northern League All-Star Game. Niespełna 95-letni O'Neil nie stał się jednak najstarszym zawodowym baseballistą, tytuł ten bowiem przysługuje Tedowi Radcliffe, który równie symbolicznie zagrał w czerwcu 1999 w wieku 96 lat.